# Laia Jufresa

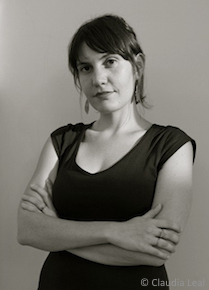
Laia Jefresa

Laia Jufresa, née en 1983 à Mexico au Mexique, est une romancière mexicaine.

## Biographie
Laia Jufresa naît à Mexico en 1983. Enfant, elle grandit dans la région rurale de Veracruz avant de revenir adolescente à Mexico. Elle vit ensuite à Paris, où elle obtient une licence en lettres de l'université de la Sorbonne, en Espagne, où elle poursuit ses études par une maîtrise dans le domaine des livres illustrés pour enfants, en Argentine et en Allemagne.
Elle est l'auteur d'un recueil de nouvelles et de contes, El esquinista, publié en 2014. Elle publie l'année suivante son premier roman, Umani, qui est lauréat en 2016 du prix du meilleur premier roman en langue espagnole lors du festival du premier roman de Chambéry.
En 2017, elle est retenue au sein de la Bogota39, une liste de 39 écrivains latino-américains de moins de 40 ans qui sont jugés parmi les plus remarquables à l'occasion du Hay Festival (es).

## Œuvre

### Romans et recueils de nouvelles et de contes
- El esquinista (2014)
- Umami (2015) Publié en français sous le titre Umani, traduction de Margot Nguyen Béraud, Paris, Buchet Chastel, 2016 ; réédition, Paris, Gallimard, coll. « Folio » no 6296, 2017

## Prix et distinctions notables
- Prix du meilleur premier roman en langue espagnole lors festival du premier roman de Chambéry en 2016.